# Zuora
A Zuora é uma empresa de software empresarial que cria e fornece software para as empresas iniciarem e gerenciarem seus serviços baseados em assinatura. Os aplicativos da Zuora são projetados para automatizar métricas recorrentes de cobrança, cobrança, cotação, reconhecimento de receita e assinatura. Tien Tzuo, fundador da empresa, atua como CEO desde 2007.

## História

### Lançamento e IPO
Em 2007, K. V. Rao e Cheng Zou (engenheiros da WebEx) e Tien Tzuo (um dos primeiros executivos da Salesforce) fundaram a Zuora. O nome da empresa deriva de uma combinação de seus três sobrenomes. O conceito por trás da empresa era uma plataforma de faturamento baseada em nuvem para aliviar a necessidade de empresas on-line desenvolverem seus próprios sistemas de faturamento.
Em 16 de março de 2018, a empresa entrou com uma oferta pública inicial. Em 12 de abril de 2018, Zuora foi listada na NYSE sob o símbolo ZUO. A empresa gerou 154 milhões de dólares na oferta e entrou no mercado como uma empresa pública com uma avaliação de 1,4 bilhão de dólares. Até o final de abril de 2018, a empresa estava avaliada em mais de dois bilhões de dólares.
Em 2016, a Zuora lançou o Subscription Economy Index, que acompanha o crescimento da receita dos negócios de assinaturas, comparando o crescimento aos benchmarks de vendas. O índice é baseado em dados de centenas de empresas na plataforma da Zuora. O índice é atualizado duas vezes por ano.
Zuora organiza uma série de conferências chamada Subscribed, cobrindo tópicos relacionados à economia de assinaturas e ocorrendo em várias cidades a cada ano.

### Aquisições
Em 20 de maio de 2015, a Zuora adquiriu a Frontleaf e lançou o Z-Insights, combinando informações de sua plataforma de faturamento e cobrança de assinantes com informações de uso do cliente. Em 2017, Zuora comprou a Leeyo Software, uma plataforma de reconhecimento de receita.

### Financiamento
Em 17 de dezembro de 2007, Zuora anunciou que havia levantado seis milhões de dólares em financiamento da Série A. Zuora anunciou quinze milhões de dólares em financiamento da Série B em 15 de setembro de 2008; vinte milhões de dólares em financiamento da Série C em outubro de 2010; 36 milhões de dólares em financiamento da Série D em 4 de novembro de 2011; cinquenta milhões de dólares em financiamento da Série E em 5 de setembro de 2013; e 115 milhões de dólares em financiamento da Série F em 11 de março de 2015 elevando seu financiamento total para 250 milhões de dólares. Os investidores incluem Benchmark Capital, Greylock Partners, Redpoint Ventures, Index Ventures, Shasta Ventures, Vulcan Capital e Next World Capital. Os investidores privados incluem o fundador e CEO da Salesforce Marc Benioff e ex-vice-presidente da PeopleSoft e fundador e co-CEO da Workday, Dave Duffield.

## Produtos
A Zuora vende uma plataforma SaaS de gerenciamento de assinaturas para empresas que utilizam um modelo de serviço de assinatura.  A plataforma Zuora Central permite às empresas acompanhar pagamentos de assinaturas, cobrança, cobranças, preços, catálogos de produtos e contabilidade. Além do Zuora Central, os quatro principais aplicativos SaaS da Zuora são o Zuora Billing, para operações de cobrança recorrentes; Zuora RevPro, para automação de receita; Zuora CPQ, cotação de vendas para empresas de assinatura; e Zuora Collect, para cobrança de pagamentos. O mercado de aplicativos da Zuora, o Zuora Connect, permite que os parceiros desenvolvam e listem aplicativos criados na plataforma Zuora Central.
Em 5 de junho de 2018, a Zuora anunciou o Gerenciamento de pedidos de assinatura, projetado para ajudar os clientes a processar renovações e negócios mais complexos. Ele aborda a mudança do crescimento de assinaturas relacionado à aquisição de novos clientes para o crescimento de clientes existentes.